# معهد الطاقة النووية
معهد الطاقة النووية هو معهد مختص لتجارة الصناعة النووية في الولايات المتحدة الأمريكية.

## المقر
يقع معهد الطاقة النووية بالعاصمة الأمريكية واشنطن.

## المهام
يقوم المعهد بتطوير السياسات بشأن القضايا التشريعية والتنظيمية الرئيسية التي تؤثر على الصناعة النووية. ثم يعمل المعهد كصوت موحد للصناعة أمام الكونغرس الأمريكي ووكالات السلطة التنفيذية والجهات التنظيمية الفيدرالية، فضلاً عن المنظمات الدولية.
يوفر المعهد حلولا لحل المشكلات الفنية والتجارية للصناعة. كما يوفر معلومات دقيقة وفي الوقت المناسب حول الصناعة النووية للأعضاء وصناع القرار ووسائل الأخبار.